# Saint-Ouen-en-Brie
Saint-Ouen-en-Brie är en kommun i departementet Seine-et-Marne i regionen Île-de-France i norra Frankrike. Kommunen ligger i kantonen Mormant som tillhör arrondissementet Melun. År 2022 hade Saint-Ouen-en-Brie 833 invånare.

## Befolkningsutveckling
Antalet invånare i kommunen Saint-Ouen-en-Brie
| Referens: INSEE |